# Тхаланг
Тхала́нг (тайск. ถลาง, [tʰā.lǎːŋ]) — район (округ) (на тайском — ампхе, территориальная единица второго порядка) на севере Пхукета, Таиланд.

## Географическое положение
Район Таланг граничит на юге с двумя другими ампхе: Столичным ампхе Пхукет и Катху, а на севере через пролив Пак Пра — с провинцией Пхангнга.

## История
Таланг — исторический центр провинции Пхукет. Тогда губернатор имел титул Пхарая Таланг (พระยา ถลาง). В нынешнем виде район был основан в 1898 году.

## Достопримечательности
Заповедник Као Пхра Таэо защищает более 20 км² тропических лесов, расположенных на холмах района. Три самых высоких пика этого заповедника — Као Пратиу (384 м), Хао Бан Пае (388 м) и Кхао Фара (422 м). Национальный парк Сиринат на северо-западном побережье был создан в 1981 году и защищает площадь в 90 км², включая пляж Най-Ян, где морские черепахи откладывают яйца.
В честь героинь Тао Тэп Касатри и Тао Шри Сантхон, которые, как считается, в свое время заставили отступить бирманскую армию, которая осаждала город Таланг, на юге района в 1989 году был открыт филиал Национального музея.

## Транспорт
Международный аэропорт Пхукета находится в районе Тхаланг. Главная дорога — шоссе 402, которое проходит от моста Сарасин через пролив Пак Пра до города Пхукет.

## Административное деление
Район разделен на шесть подрайонов (тамбонов), которые далее подразделяются на 46 деревень (мубанов). Табоны Тхеп Красаттри и Чонг Тхале имеют особый статус муниципальных суб-районов. Каждый из шести тамбонов управляется Администрациями районов (ТАО).
| \| Номер \| Название \| Название на тайском \| Количество входящих мубан \| Население[3] \| \| ----- \| -------------- \| ------------------- \| ------------------------- \| ------------ \| \| 1. \| Тхеп Красаттри \| เทพกระษัตรี \| 11 \| 18,320 \| \| 2. \| Си Сунтхон \| ศรีสุนทร \| 8 \| 14,197 \| \| 3. \| Чонг Тхал \| เชิงทะเล \| 6 \| 14,113 \| \| 4. \| Па Клок \| ป่าคลอก \| 9 \| 12,224 \| \| 5. \| Маи Као \| ไม้ขาว \| 7 \| 11,874 \| \| 6. \| Саху \| สาคู \| 5 \| 4,496 \| | Map of Amphoe  |                     |                           |           |
| Номер | Название       | Название на тайском | Количество входящих мубан | Население |
| 1. | Тхеп Красаттри | เทพกระษัตรี           | 11                        | 18,320    |
| 2. | Си Сунтхон     | ศรีสุนทร              | 8                         | 14,197    |
| 3. | Чонг Тхал      | เชิงทะเล             | 6                         | 14,113    |
| 4. | Па Клок        | ป่าคลอก              | 9                         | 12,224    |
| 5. | Маи Као        | ไม้ขาว               | 7                         | 11,874    |
| 6. | Саху           | สาคู                 | 5                         | 4,496     |